# Guerra di successione della Turingia
La guerra di successione della Turingia, detta anche guerra di successione turingiana o guerra di successione turingio-assiana (in tedesco: thüringisch-hessische Erbfolgekrieg) (1247–1264) fu un conflitto militare per la successione dell'ultimo langravio di Turingia per il controllo dello stato della Turingia (attualmente parte della Germania).

## L'inizio del conflitto
Con la morte senza eredi del langravio Enrico Raspe nel 1247, la linea Ludovingiana dei langravi di Turingia si estinse in linea maschile. Le proprietà dello stato includevano la Turingia ma anche la contea d'Assia. Nel 1122, prima dell'acquisizione del titolo di langravio, Ludovico I di Turingia aveva sposato Edvige di Gudensberg, erede della famiglia comitale assiana dei Gisoni che a loro volta avevano ereditato la Bassa Assia. 
L'eredità dei Ludovingiani dunque venne reclamata dalla nipote di Enrico Raspe e dai suoi nipoti. Sofia di Turingia, sposata col duca Enrico II di Brabante e Lothier, era figlia del fratello di Enrico Raspe, Ludovico IV e reclamava i territori per suo figlio Enrico (la sorella di Sofia, Gertrude, essendo badessa del convento imperiale di Altenberg a Wetzlar era stata esclusa dalla successione per la sua condizione monastica). Il margravio Enrico III di Meißen, era figlio della sorella maggiore di Enrico Raspe, Jutta. Un altro competitore era l'arcivescovo di Magonza che reclamava l'Assia come feudo del proprio arcivescovato e, con l'estinzione dei Ludovingi, ne reclamava la restituzione.

## Conseguenze della guerra
La guerra durò 17 anni. Sofia non riuscì ad avere la meglio per suo figlio Enrico, ma le vennero assicurati i possedimenti in Assia. Questo fatto diede vita al langraviato d'Assia, staccato definitivamente dalla Turingia. Il margravio di Meißen acquisì la Turingia ed anche il titolo di langravio di Turnigia.

L'importanza di questa disputa fu l'emergere dell'Assia come obiettivo dei Ludovingi e loro base territoriale nel cuore della Germania e ovviamente la fine della combinazione territoriale Assia-Turingia che perdurava da tempo. La casa dei Wettin del margraviato di Meißen riuscirà successivamente a raggiungere tale obbiettivo. Con l'acquisizione dell'elettorato di Sassonia nel 1423, infatti, fecero della regione dell'Elba il centro del loro potere.